# Ptilotula flavescens
Ptilotula flavescens là một loài chim trong họ Meliphagidae.
Loài này là loài điển hình của chi Ptilotula.